# Simonetta Greggio
Simonetta Greggio (Rubano, provincia de Padua, 21 de abril de 1961) escritora italiana en francés. 
Llegó a París en 1981, donde vive desde entonces y ha trabajado como periodista en diversas publicaciones como City, Télérama, La Repubblica, Figaro Madame.
Son conocidas sus obras culinarias y de jardinería y guías como Guide des auberges et hôtels de charme en Italie. 

### Novelas
- 2005 : La Douceur des hommes, éditions Stock ; 2007, Le Livre de Poche
- 2006 : Étoiles, éditions Flammarion ; 2008, Le Livre de Poche
- 2007 : Col de l'Ange, éditions Stock
- 2008 : Les Mains nues, éditions Stock

### Otros
- 2001 : La Côte d'Azur des jardins
- 2005 : Cuisine bio, avec Bonneterre
- 2006 : Saveurs d'Italie – 40 recettes et astuces